# Élections législatives de 1988 en Guadeloupe
Les élections législatives françaises de 1988 se déroulent les 5 et 12 juin 1988. Dans le département de la Guadeloupe, quatre députés sont à élire dans le cadre de quatre circonscriptions.

## Élus
| Circonscription | Député sortant        | Parti                 | Parti                 | Député élu ou réélu    | Parti | Parti |
| --------------- | --------------------- | --------------------- | --------------------- | ---------------------- | ----- | ----- |
| 1re             | Scrutin proportionnel | Scrutin proportionnel | Scrutin proportionnel | Frédéric Jalton        |       | PS    |
| 2e              | Scrutin proportionnel | Scrutin proportionnel | Scrutin proportionnel | Ernest Moutoussamy     |       | PCG   |
| 3e              | Scrutin proportionnel | Scrutin proportionnel | Scrutin proportionnel | Dominique Larifla      |       | PS    |
| 4e              | Scrutin proportionnel | Scrutin proportionnel | Scrutin proportionnel | Lucette Michaux-Chevry |       | RPR   |

## Positionnement des partis
L'UDF et le RPR se présentent unis sous l'étiquette « Union du Rassemblement et du Centre » tandis que les candidats du Parti socialiste se rangent sous la bannière de la « Majorité présidentielle pour la France unie », slogan de la campagne présidentielle de François Mitterrand.

## Résultats

### Résultats à l'échelle du département
| Parti          | Parti                                         | Premier tour | Premier tour | Second tour | Second tour | Sièges |
| Parti          | Parti                                         | Voix         | %            | Voix        | %           | Sièges |
| -------------- | --------------------------------------------- | ------------ | ------------ | ----------- | ----------- | ------ |
|                | Rassemblement pour la République              | 12 488       | 22,47        | 11 063      | 15,43       | 1      |
|                | Divers droite                                 | 8 196        | 14,75        | 17 356      | 24,20       | 0      |
|                | Union du Rassemblement et du Centre           | 20 684       | 37,22        | 28 419      | 39,63       | 1      |
|                |                                               |              |              |             |             |        |
|                | Fédération guadeloupéenne du Parti socialiste | 18 776       | 33,78        | 25 221      | 35,17       | 2      |
|                | La France unie                                | 18 776       | 33,78        | 25 221      | 35,17       | 2      |
|                |                                               |              |              |             |             |        |
|                | Parti communiste guadeloupéen                 | 15 193       | 27,34        | 18 970      | 26,45       | 1      |
|                | Extrême gauche                                | 868          | 1,56         |             |             | 0      |
|                | Divers écologiste                             | 56           | 0,10         | 0           |             |        |
|                |                                               |              |              |             |             |        |
| Inscrits       | Inscrits                                      | 197 277      | 100,00       | 197 469     | 100,00      | 4      |
| Abstentions    | Abstentions                                   | 138 714      | 70,31        | 121 206     | 61,38       |        |
| Votants        | Votants                                       | 58 563       | 29,69        | 76 263      | 38,62       |        |
| Blancs et nuls | Blancs et nuls                                | 2 986        | 5,1          | 4 553       | 5,97        |        |
| Exprimés       | Exprimés                                      | 55 577       | 94,9         | 71 710      | 94,03       |        |

### Résultats par circonscription

#### Première circonscription (Pointe-à-Pitre)
| Candidat       | Candidat                      | Parti          | Premier tour | Premier tour | Second tour | Second tour |  |
| Candidat       | Candidat                      | Parti          | Voix         | %            | Voix        | %           |  |
| -------------- | ----------------------------- | -------------- | ------------ | ------------ | ----------- | ----------- |  |
|                | Frédéric Jalton sortant réélu | PS             | 9 703        | 63,01        | 14 891      | 100,00      |  |
|                | Lucien Parize                 | PCG            | 3 642        | 23,65        | Retrait     | Retrait     |  |
|                | Philippe Hazael Massieux      | RPR (URC)      | 2 055        | 13,34        |             |             |  |
|                |                               |                |              |              |             |             |  |
| Inscrits       | Inscrits                      | Inscrits       | 47 557       | 100,00       | 47 574      | 100,00      |  |
| Abstentions    | Abstentions                   | Abstentions    | 31 233       | 65,67        | 31 081      | 65,33       |  |
| Votants        | Votants                       | Votants        | 16 324       | 34,33        | 16 493      | 34,67       |  |
| Blancs et nuls | Blancs et nuls                | Blancs et nuls | 924          | 5,66         | 1 602       | 9,71        |  |
| Exprimés       | Exprimés                      | Exprimés       | 15 400       | 94,34        | 14 891      | 90,29       |  |

#### Deuxième circonscription (Le Gosier)
| Candidat       | Candidat                         | Parti             | Premier tour | Premier tour | Second tour | Second tour |  |
| Candidat       | Candidat                         | Parti             | Voix         | %            | Voix        | %           |  |
| -------------- | -------------------------------- | ----------------- | ------------ | ------------ | ----------- | ----------- |  |
|                | Ernest Moutoussamy sortant réélu | PCG               | 7 384        | 47,66        | 12 457      | 59,69       |  |
|                | Marlène Captant                  | diss. RPR         | 2 707        | 17,47        | 8 414       | 40,31       |  |
|                | José Moustache                   | RPR (URC)         | 2 212        | 14,28        |             |             |  |
|                | Henri Beaujean sortant           | Divers droite     | 1 336        | 8,62         |             |             |  |
|                | Alexandre Phaeton                | PS                | 1 140        | 7,36         |             |             |  |
|                | Christian Gobardhan              | diss. UDF         | 619          | 4            |             |             |  |
|                | Léopold Deher-Lesaint            | Divers écologiste | 56           | 0,36         |             |             |  |
|                | Henri Yoyotte                    | Extrême gauche    | 40           | 0,26         |             |             |  |
|                |                                  |                   |              |              |             |             |  |
| Inscrits       | Inscrits                         | Inscrits          | 57 158       | 100,00       | 57 354      | 100,00      |  |
| Abstentions    | Abstentions                      | Abstentions       | 40 962       | 71,66        | 35 510      | 61,91       |  |
| Votants        | Votants                          | Votants           | 16 196       | 28,34        | 21 844      | 38,09       |  |
| Blancs et nuls | Blancs et nuls                   | Blancs et nuls    | 702          | 4,33         | 973         | 4,45        |  |
| Exprimés       | Exprimés                         | Exprimés          | 15 494       | 95,67        | 20 871      | 95,55       |  |

#### Troisième circonscription (Baie-Mahault)
| Candidat       | Candidat              | Parti          | Premier tour | Premier tour | Second tour | Second tour |  |
| Candidat       | Candidat              | Parti          | Voix         | %            | Voix        | %           |  |
| -------------- | --------------------- | -------------- | ------------ | ------------ | ----------- | ----------- |  |
|                | Dominique Larifla élu | PS             | 5 416        | 42,53        | 10 330      | 56,23       |  |
|                | Édouard Chammougon    | diss. RPR      | 3 534        | 27,75        | 8 942       | 43,77       |  |
|                | Clodomir Bajazet      | RPR (URC)      | 1 585        | 12,45        |             |             |  |
|                | Félix Flémin          | PCG            | 1 371        | 10,77        |             |             |  |
|                | Gérard Lauriette      | Extrême gauche | 828          | 6,5          |             |             |  |
|                |                       |                |              |              |             |             |  |
| Inscrits       | Inscrits              | Inscrits       | 45 992       | 100,00       | 45 933      | 100,00      |  |
| Abstentions    | Abstentions           | Abstentions    | 32 543       | 70,76        | 26 492      | 57,68       |  |
| Votants        | Votants               | Votants        | 13 449       | 29,24        | 19 441      | 42,32       |  |
| Blancs et nuls | Blancs et nuls        | Blancs et nuls | 715          | 5,32         | 1 069       | 5,5         |  |
| Exprimés       | Exprimés              | Exprimés       | 12 734       | 94,68        | 18 372      | 94,5        |  |

#### Quatrième circonscription (Basse-Terre)
| Candidat       | Candidat                    | Parti          | Premier tour | Premier tour | Second tour | Second tour |  |
| Candidat       | Candidat                    | Parti          | Voix         | %            | Voix        | %           |  |
| -------------- | --------------------------- | -------------- | ------------ | ------------ | ----------- | ----------- |  |
|                | Lucette Michaux-Chevry élue | RPR (URC)      | 6 636        | 55,54        | 11 063      | 62,94       |  |
|                | Jérôme Clery                | PCG            | 2 796        | 23,4         | 6 513       | 37,06       |  |
|                | Félix Proto                 | PS             | 2 517        | 21,06        |             |             |  |
|                |                             |                |              |              |             |             |  |
| Inscrits       | Inscrits                    | Inscrits       | 46 570       | 100,00       | 46 608      | 100,00      |  |
| Abstentions    | Abstentions                 | Abstentions    | 33 976       | 72,96        | 28 123      | 60,34       |  |
| Votants        | Votants                     | Votants        | 12 594       | 27,04        | 18 485      | 39,66       |  |
| Blancs et nuls | Blancs et nuls              | Blancs et nuls | 645          | 5,12         | 909         | 4,92        |  |
| Exprimés       | Exprimés                    | Exprimés       | 11 949       | 94,88        | 17 576      | 95,08       |  |